# Хондожко Надія Миколаївна
Надія Миколаївна Хондожко (нар. 21 квітня 1954) — українська радянська діячка, новатор сільськогосподарського виробництва, бригадир садівницької бригади радгоспу-заводу «Кам'янський» Бериславського району Херсонської області. Кандидат в члени ЦК КПУ в 1986—1990 роках.

## Біографія
Новатор сільськогосподарського виробництва. У 1970—80-х роках — бригадир садівницької бригади радгоспу-заводу «Кам'янський» села Одрадокам'янка Бериславського району Херсонської області.
Член КПРС. Делегат XXVII з'їзду Комуністичної партії України (1986).
Потім — на пенсії у селі Миколаївці Бериславського району Херсонської області.

## Нагороди
- ордени
- медалі